# Школа Нансі

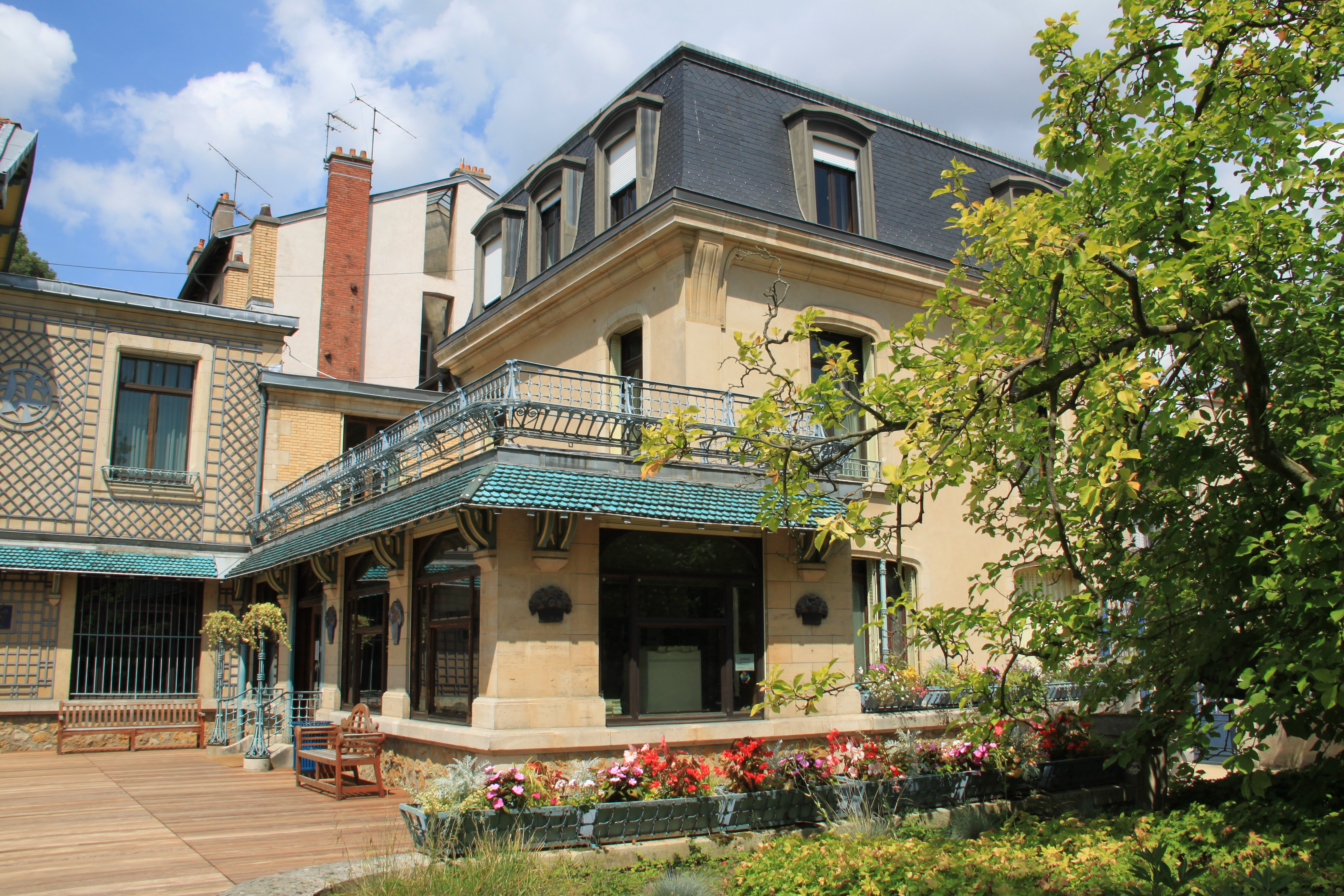
Музей школи Нансі

Школа Нансі (фр. L’Ecole de Nancy) — гурт митців стилю Ар-Нуво, який працював у місті Нансі у період 1890 по 1914 рік. Також до Школи Нансі зараховують мистецькі артілі, що виникли в столиці Лотарингії в період модерну на межі XIX—XX століть, де виробляли меблі, посуд, світильники, віконні вітражі та ювелірні прикраси, а також проєктували житлові та офіційні споруди.

## Історія створення
В 1874 видатний французький художник, майстер виробництва скла та дизайнер меблів Еміль Галле заснував у своєму рідному місті Нансі гутальню та при ній школу для майбутніх майстрів. В 1878 Жан Дом (Даум) придбав у цьому ж місті стару гутальню, якою в 1887 почав керувати його син — Антонін Дом (1864—1930). З ним працював його брат Огюст (1853—1909). Після успіху Еміля Галле на Всесвітній виставці 1889 у Парижі брати Дом вирішили звернутися до «нового стилю» — ар-нуво. Вони почали випускати вироби зі скла з флоральним (рослинним) декором, схожі на вироби Галле. Брати Дом використовували травлення багатошарового скла, розпис, піскоструминну обробку, гравірування.
В 1883 Галле відкрив у Нансі меблеве виробництво. В 1901 група художників створила у столиці Лотарингії «Місцеве об'єднання промислових мистецтв» (Alliance provinciale des Industries d'Arts). Художники не вживали термін «школа», вони називали себе «союзом ремісників», слідуючи естетичній теорії Вільяма Морріса та його руху «Мистецтва і ремесла», організованого ним за типом ремісничих гільдій середньовіччя. Майстри Нансі прагнули відродити ремісничі традиції старої Лотарингії, ручну працю, а також відобразити ідеї ар-нуво.
В 1901 Еміля Галле обрали президентом Художньої школи Нансі. Віце-президентом став Антонін Дом. Після смерті Галле в 1904 Антонін здобув посаду президента школи. Художники Нансі зображували на своїх виробах — меблях, склі, кераміці — характерні для культури модерну рослинні мотиви, феніксів і павичів, папороть і лотаринзький шестикінечний хрест — символ їхньої країни, а також троянду, символ «нескінченної краси життя».
У школі Нансі працювали і такі відомі художники як Анрі Берже, Ежен Воллан, Луї Мажорель, Віктор Пруве. Мажорель створював оригінальні зразки меблів з декором у техніці інкрустації перламутром і маркетрі з цінних порід дерева. Пруве працював в Парижі, випускав меблі в стилі ар-нуво, вироби зі скла, світильники та ювелірні прикраси. У 1904 він повернувся в Нансі, а в 1918 очолив там же Школу витончених мистецтв. Його син Жан Пруве (1901—1984), архітектор-декоратор, дизайнер інтер'єру та меблів, після «Міжнародної виставки сучасних декоративних і промислових мистецтв» (Exposition Internationale des Arts Décoratifs et Industriels Modernes) у 1925 в Парижі, що ознаменувала народження стилю ар деко (від Arts Décoratifs), також змінив свій стиль.
Гутальня Галле діяла до 1931. Завод братів Дом існує дотепер.
1964 у Нансі створено Музей школи Нансі.

## Галерея

### Вироби зі скла

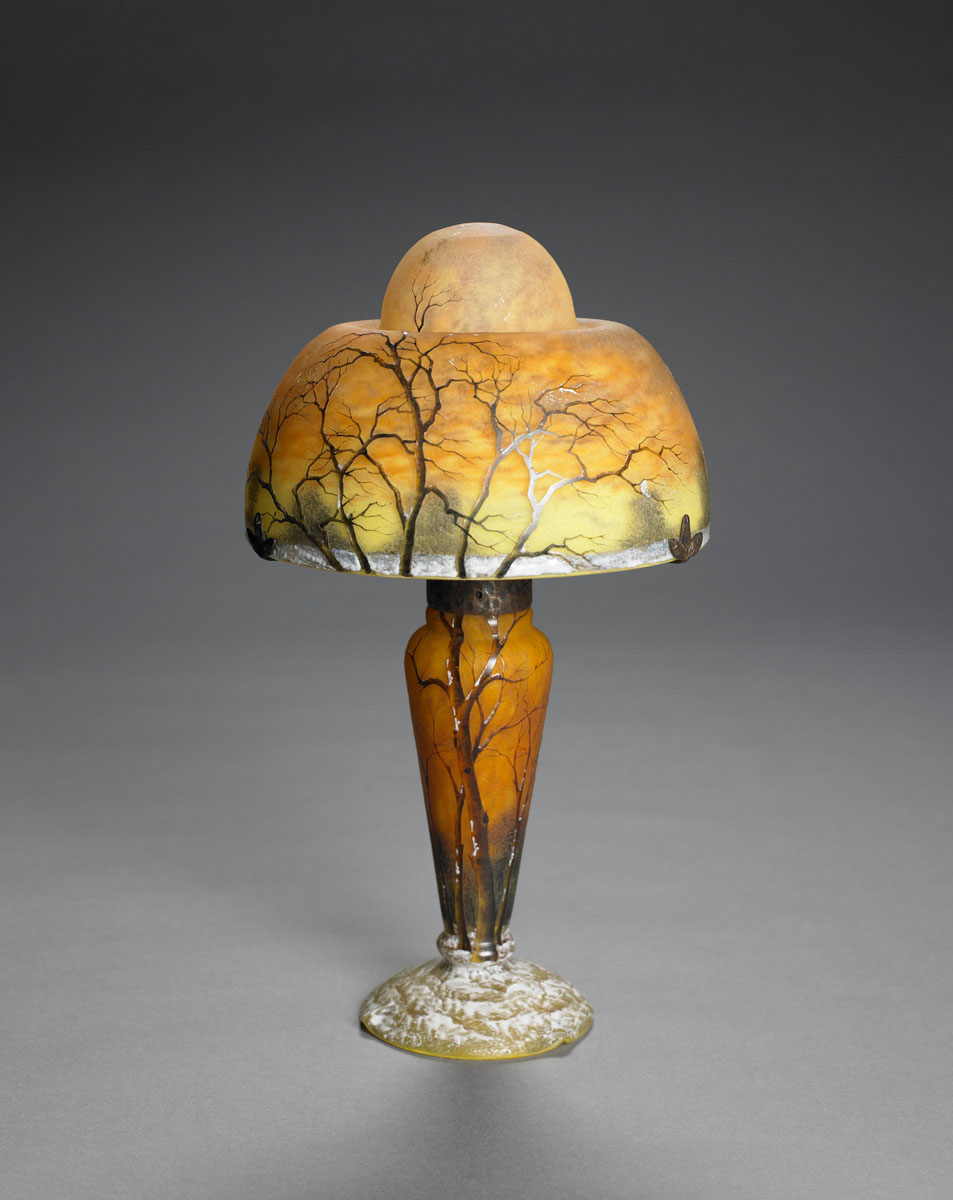
Брати Дом. Лампа з деревами і снігом (1900)
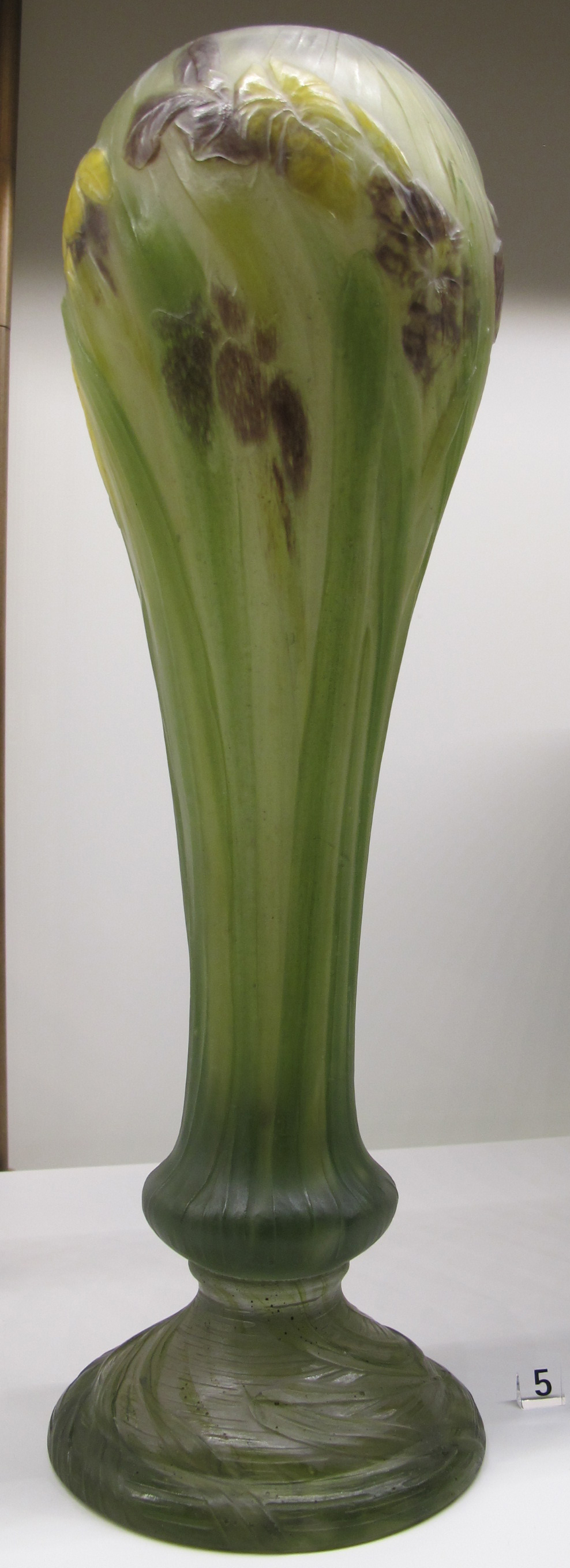
Брати Дом. Кришталева ваза з квітами ірису (близько 1900)
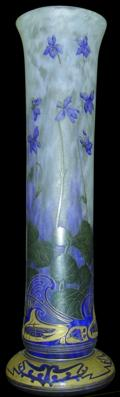
[[Daum (studio)|Студія Даум (Дом). Ваза з крикетним дизайном (1900)
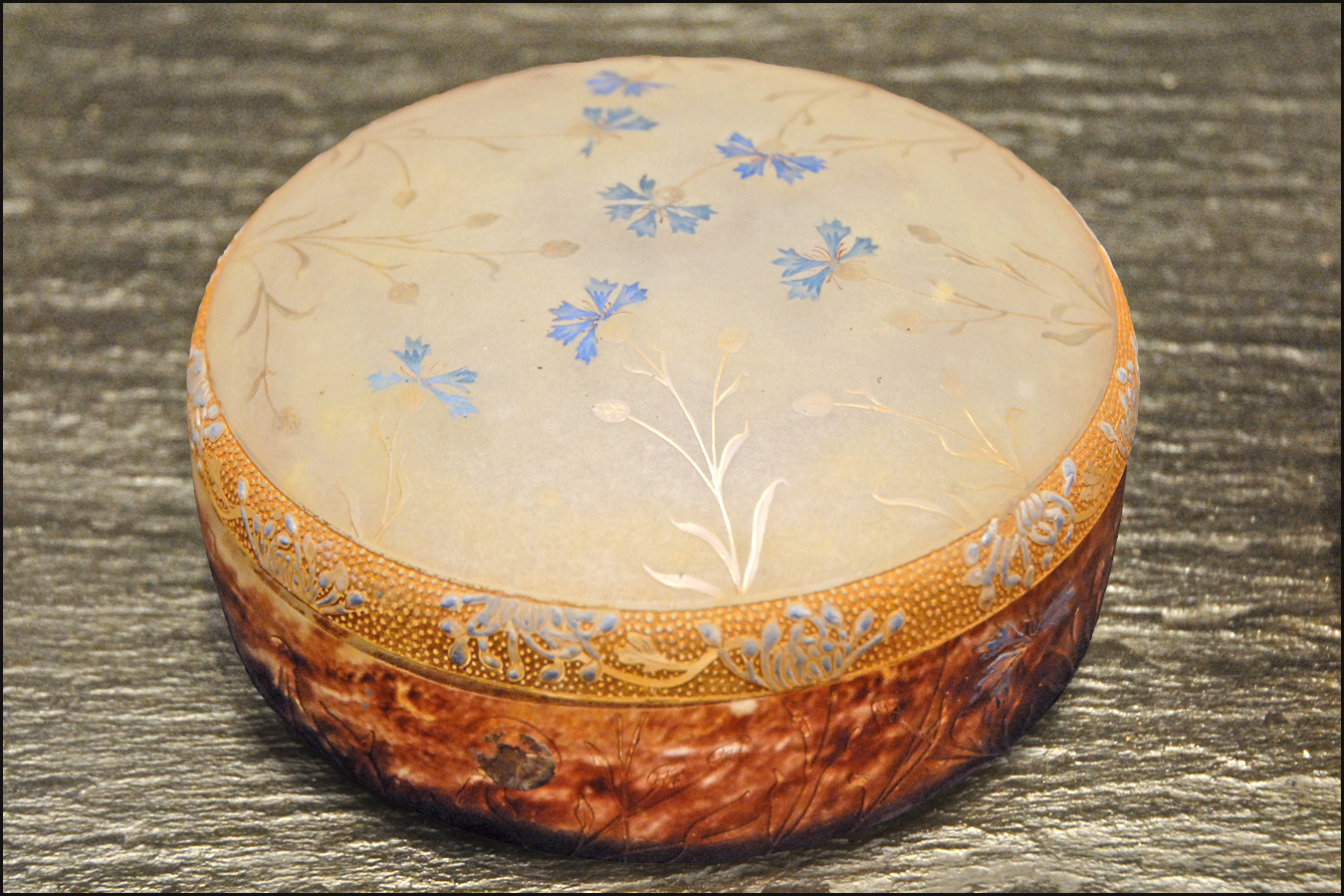
Студія Дом. Ємність для цукерків із гравірованого скла, емалі та золота (1901)
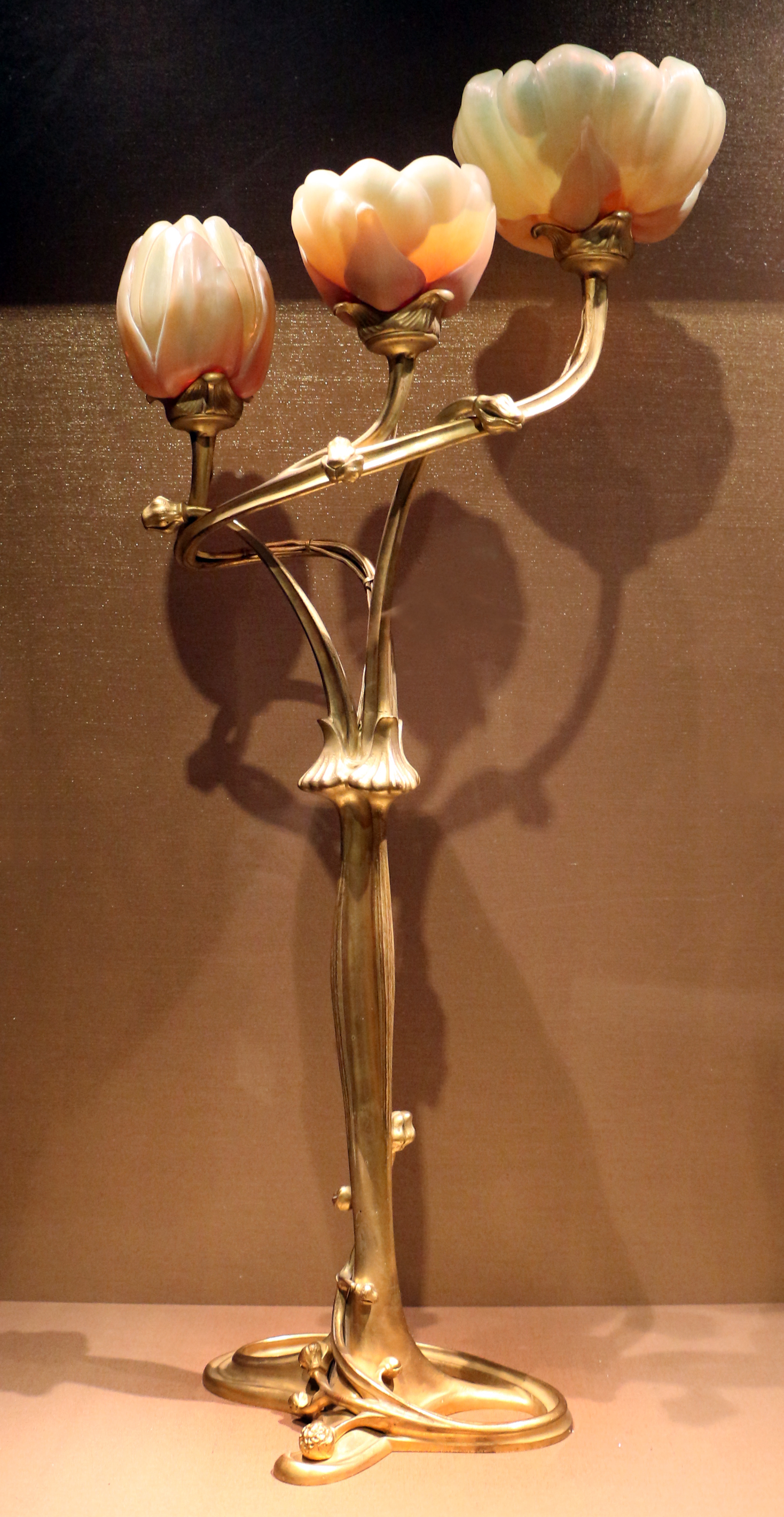
Лампа з магноліями роботи братів Дом за проектом Луї Мажореля (1903)
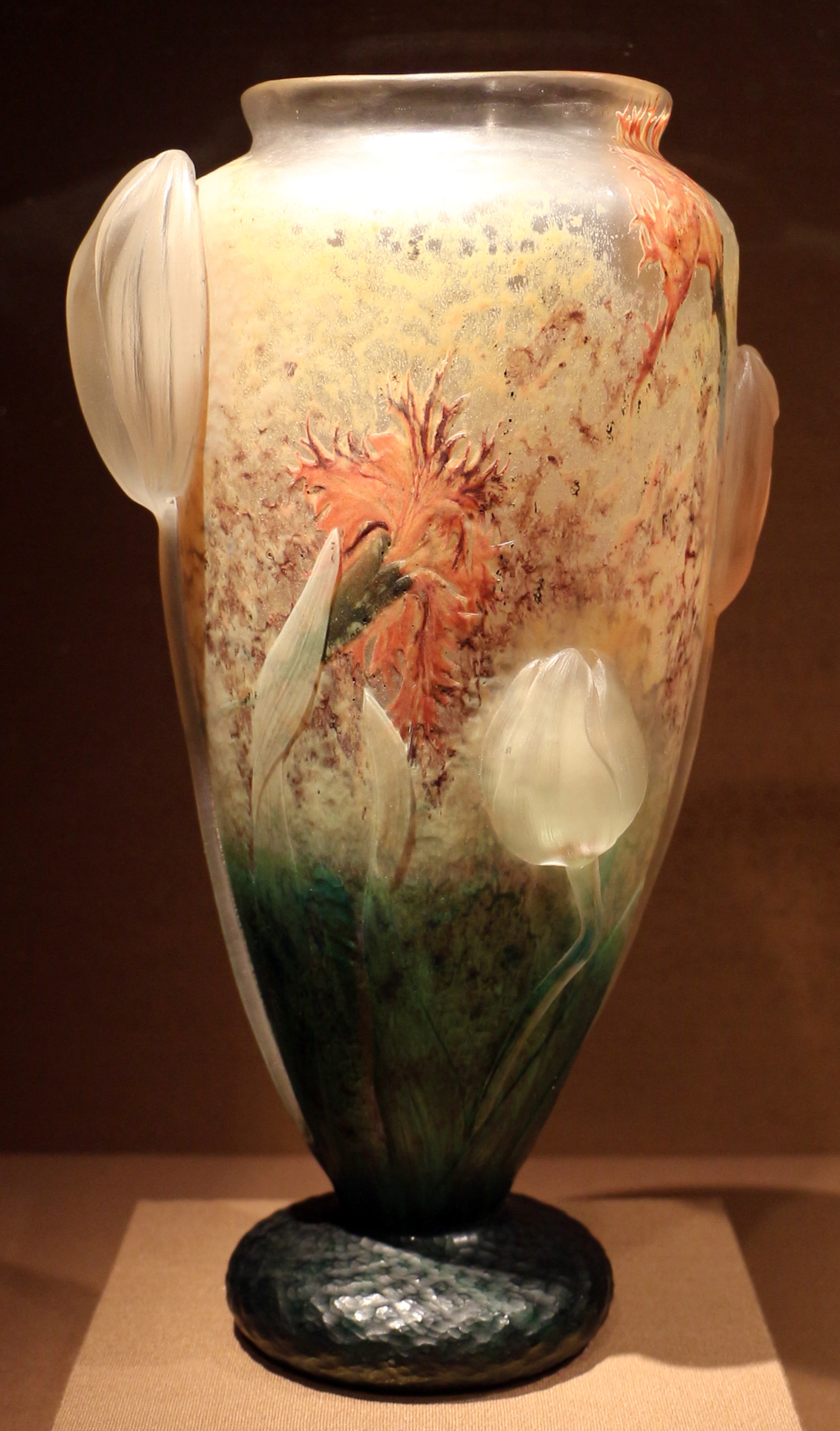
Антонін Дом. Ваза із тюльпанами (1910)
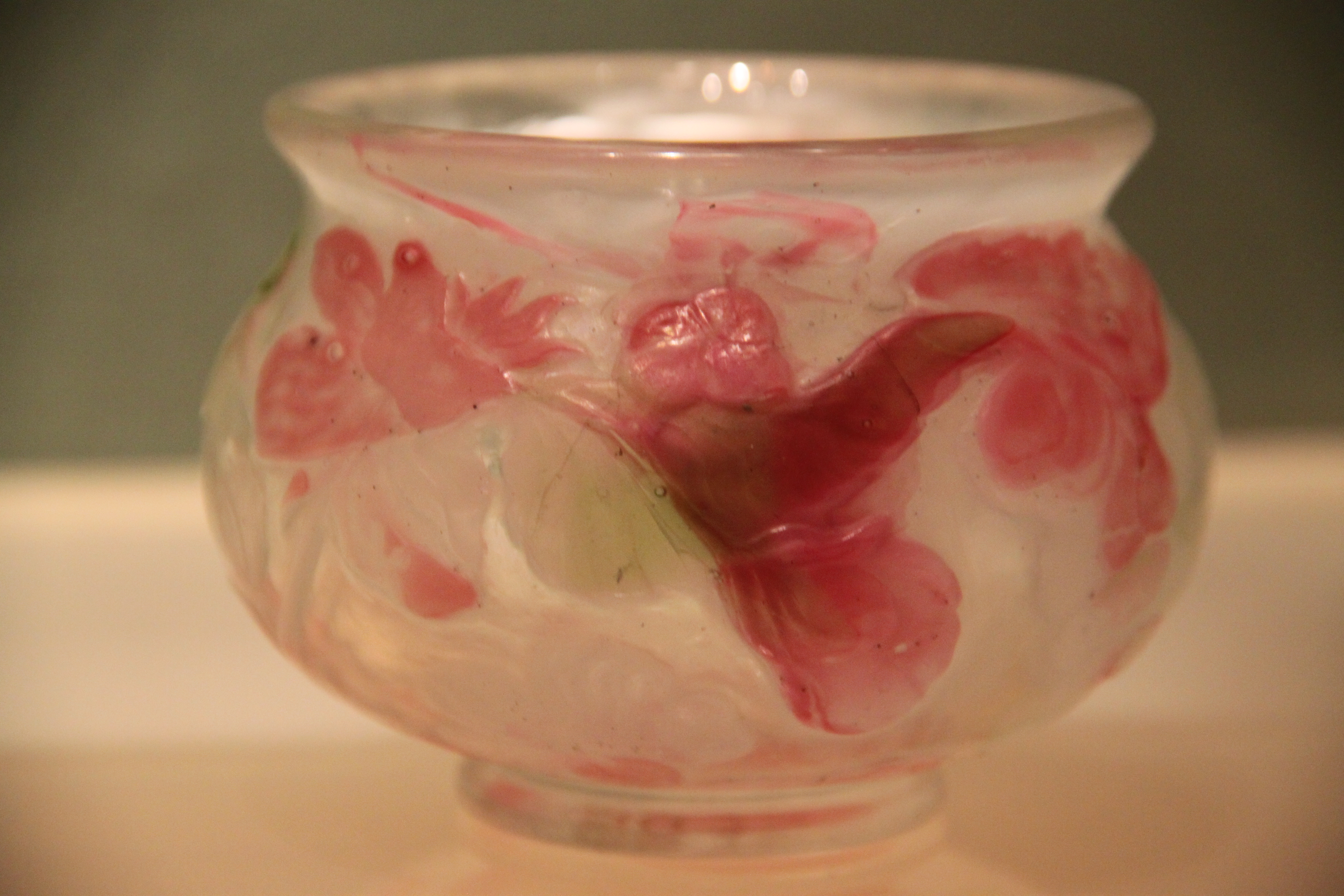
Еміль Галле. Посудина з бегоніями (1894)
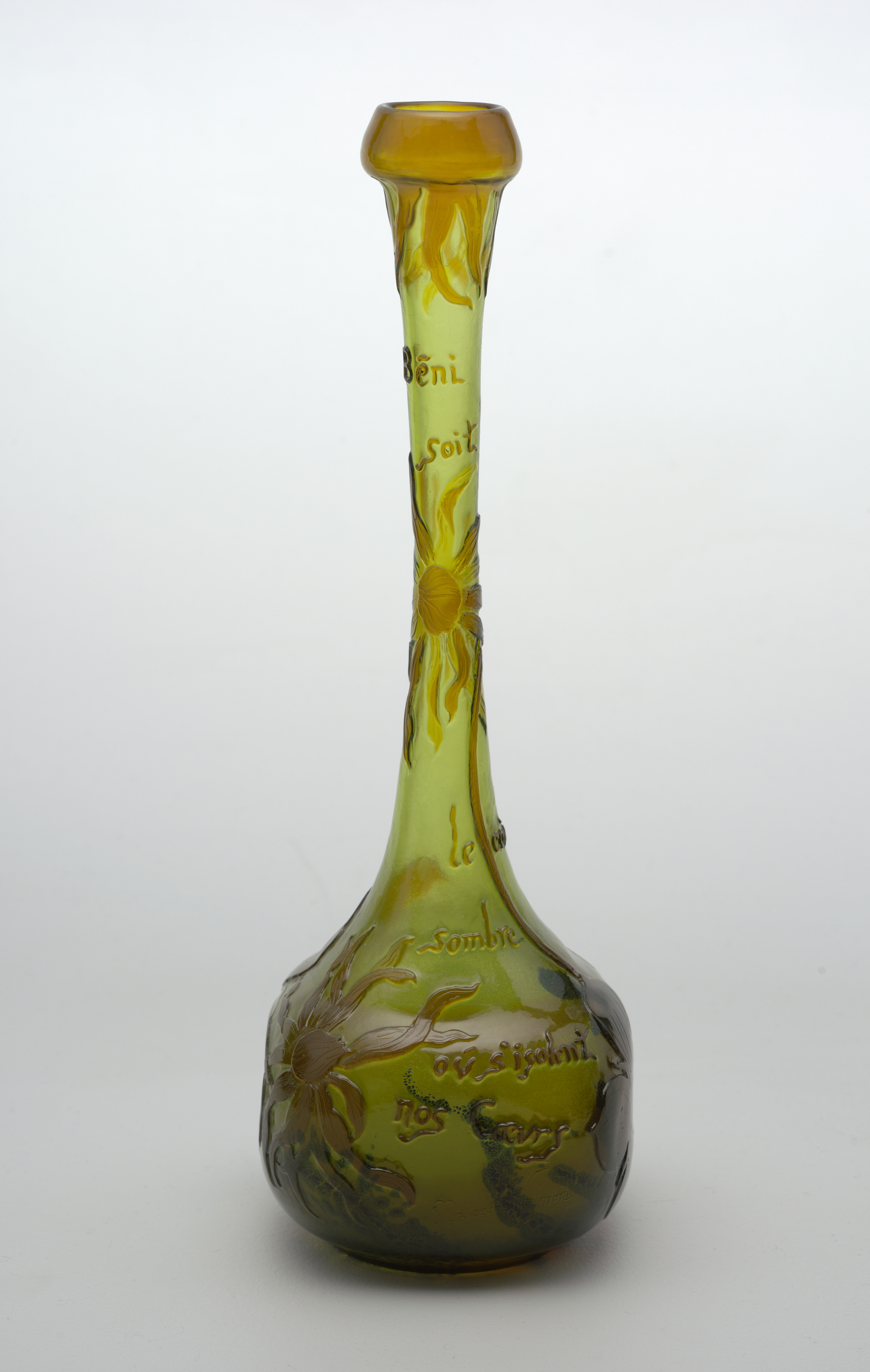
Еміль Галле. Ваза (1900)
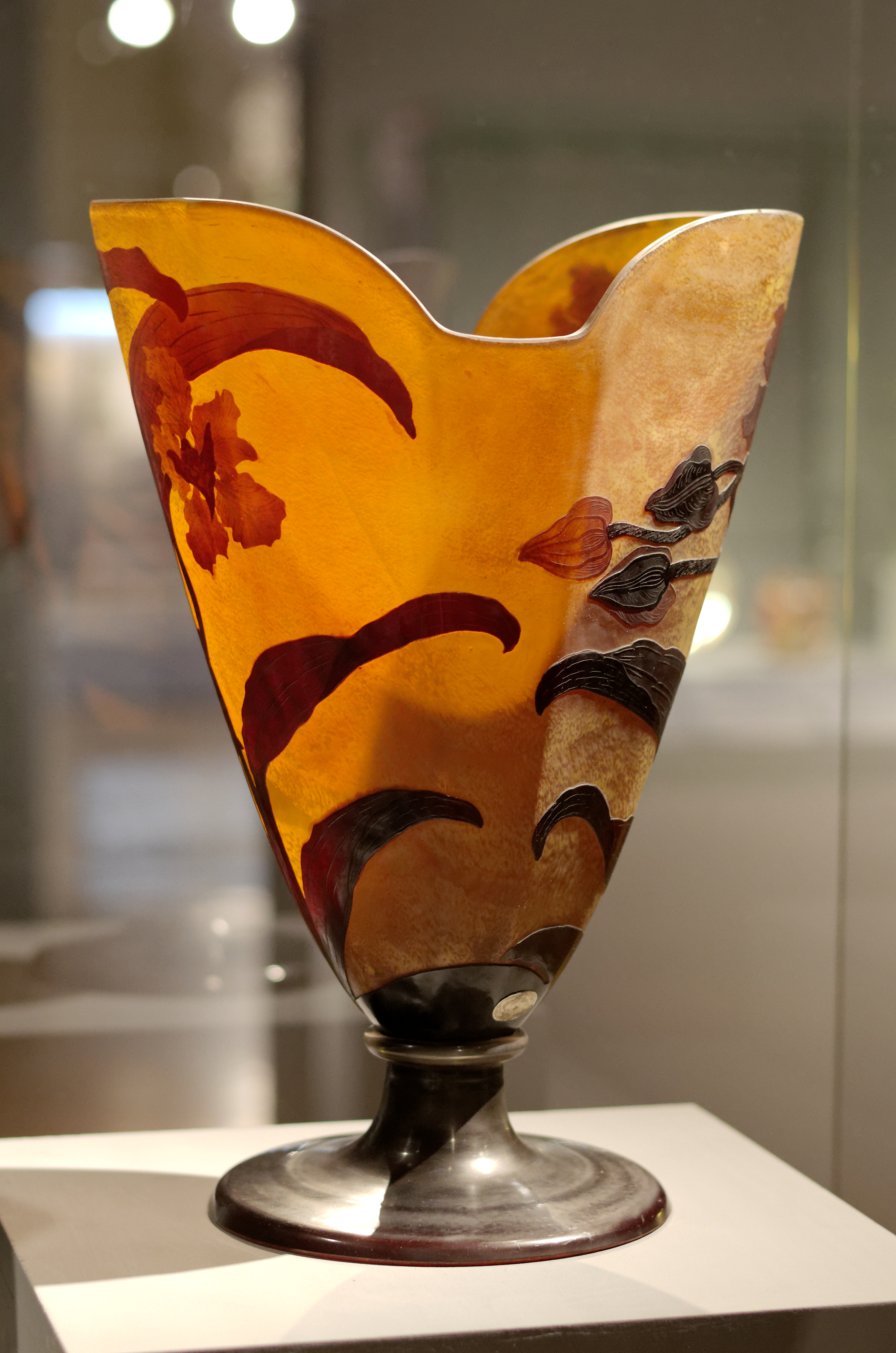
Е. Галле. Ваза із гілками орхідеї (1900)

### Меблі

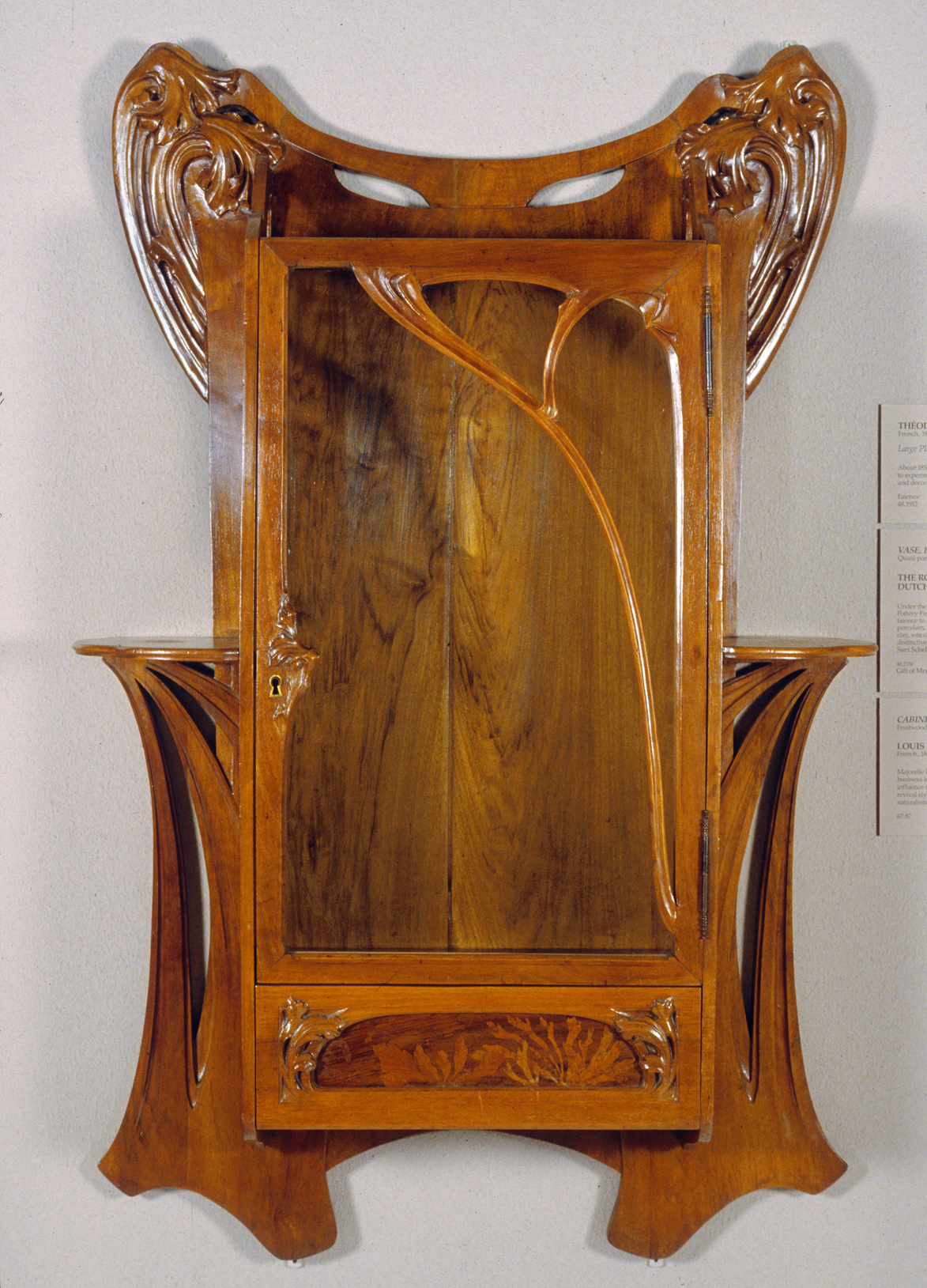
Луї Мажорель. Настінна шафа, Художній музей Волтерс
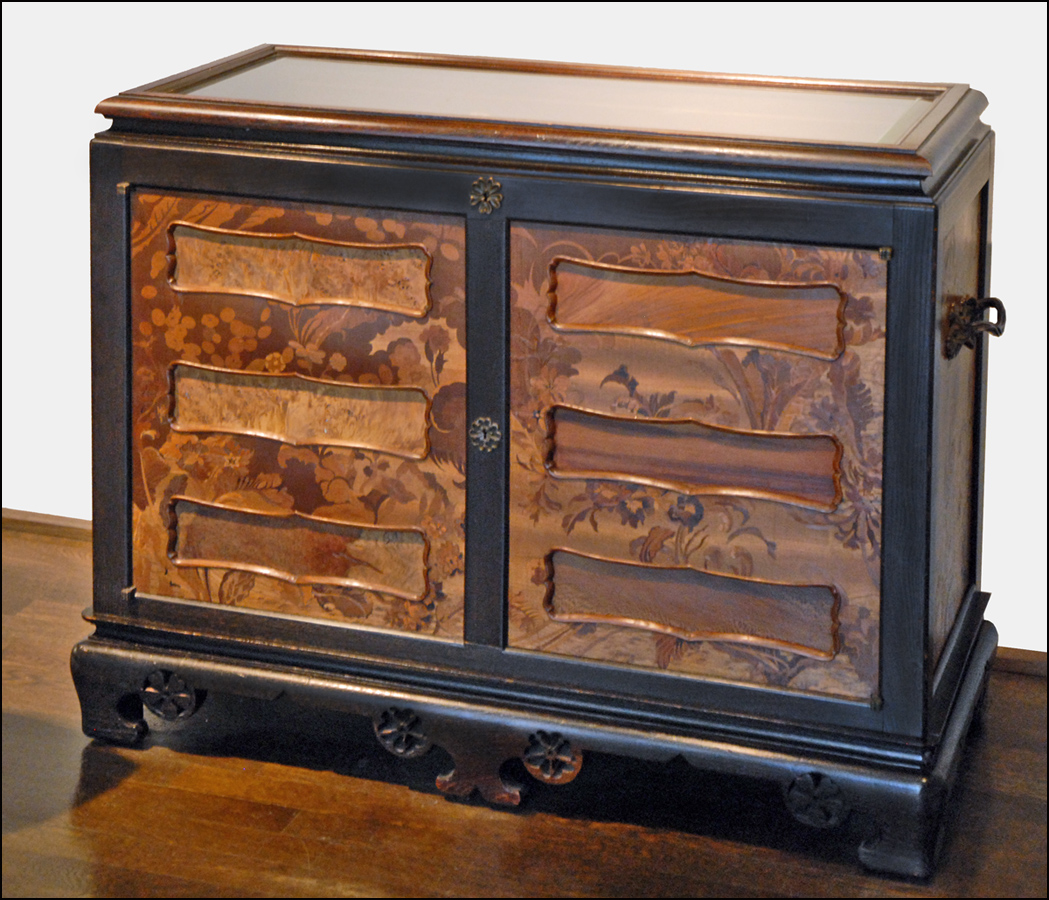
Е. Галле. Шафа з ясена, дуба і тополі з інкрустацією з кольорових порід дерева та ліпною бронзою.
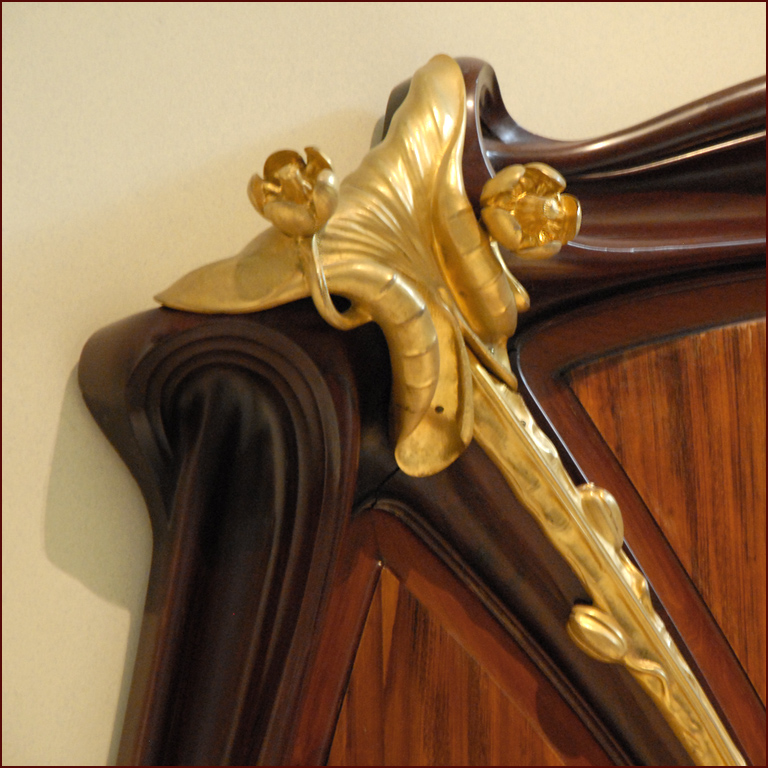
Деталь ліжка з ліліями Л. Мажореля.
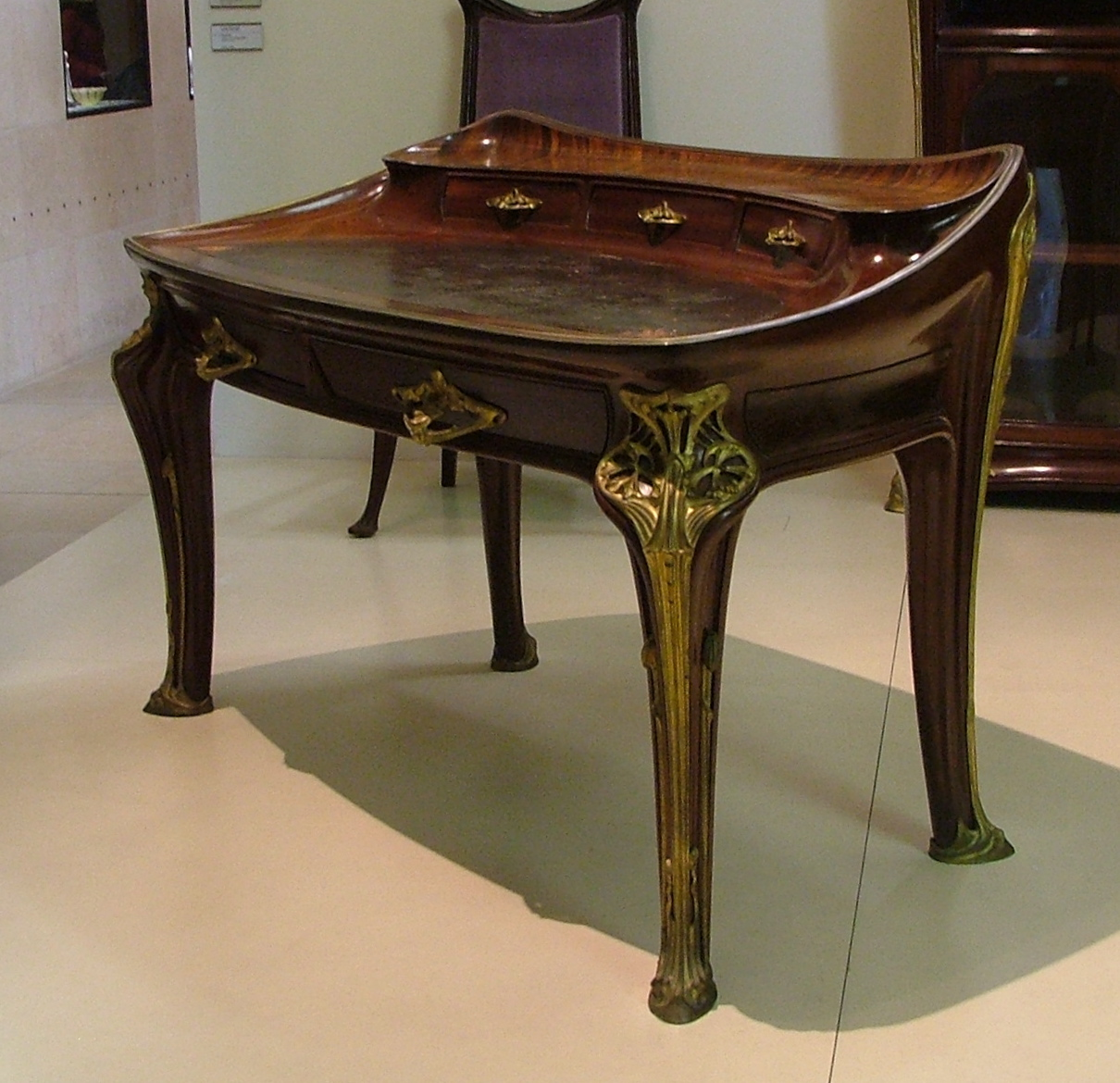
Луї Мажорель. Стіл для орхідей із дерева, позолоченої бронзи та міді (1904)

### Вітражі

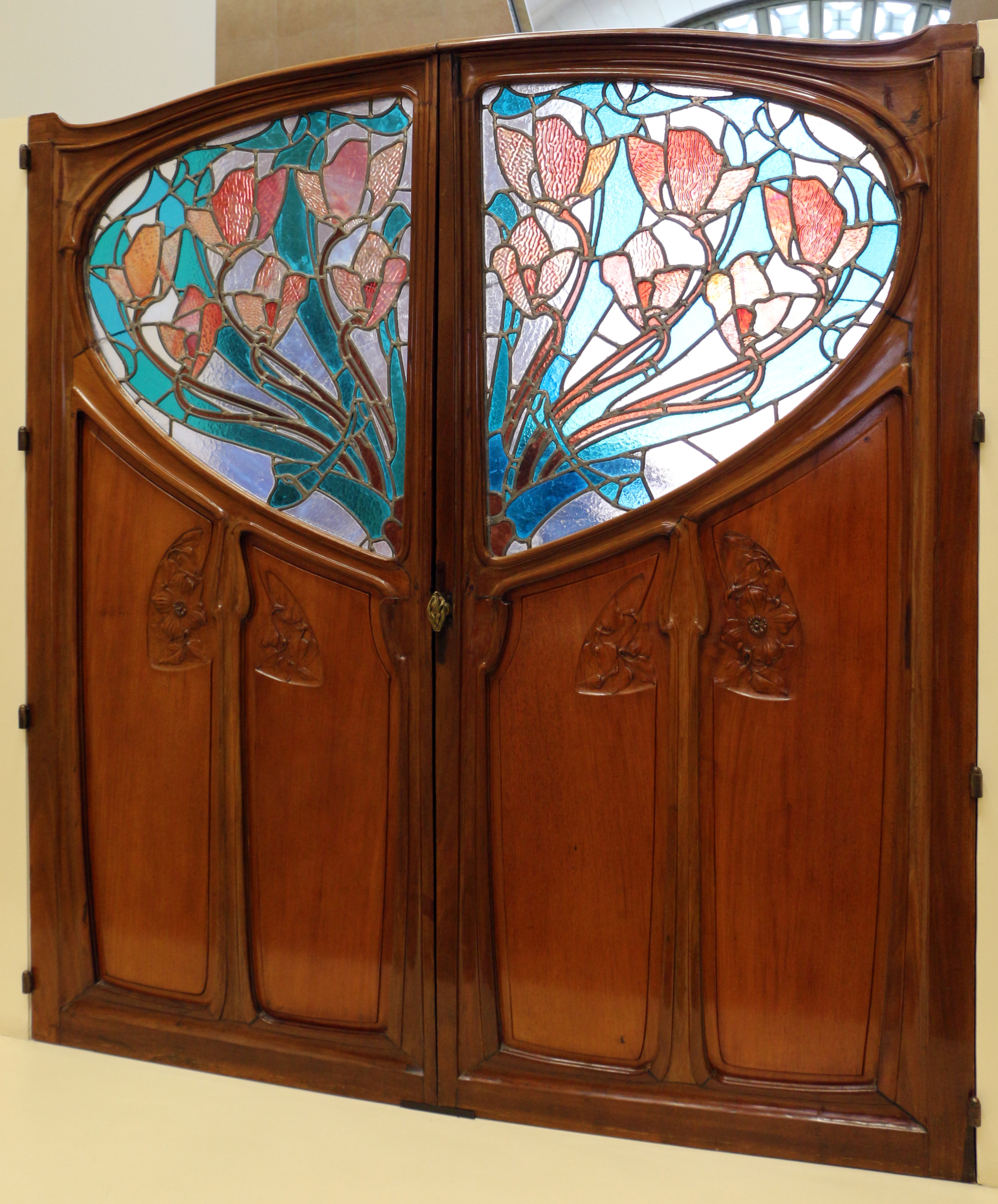
Двері з вітражами для магазину Ф. Веклера в Нансі (1901), вітраж Жака Грюбера, двері Еміля Андре та Ежена Валліна
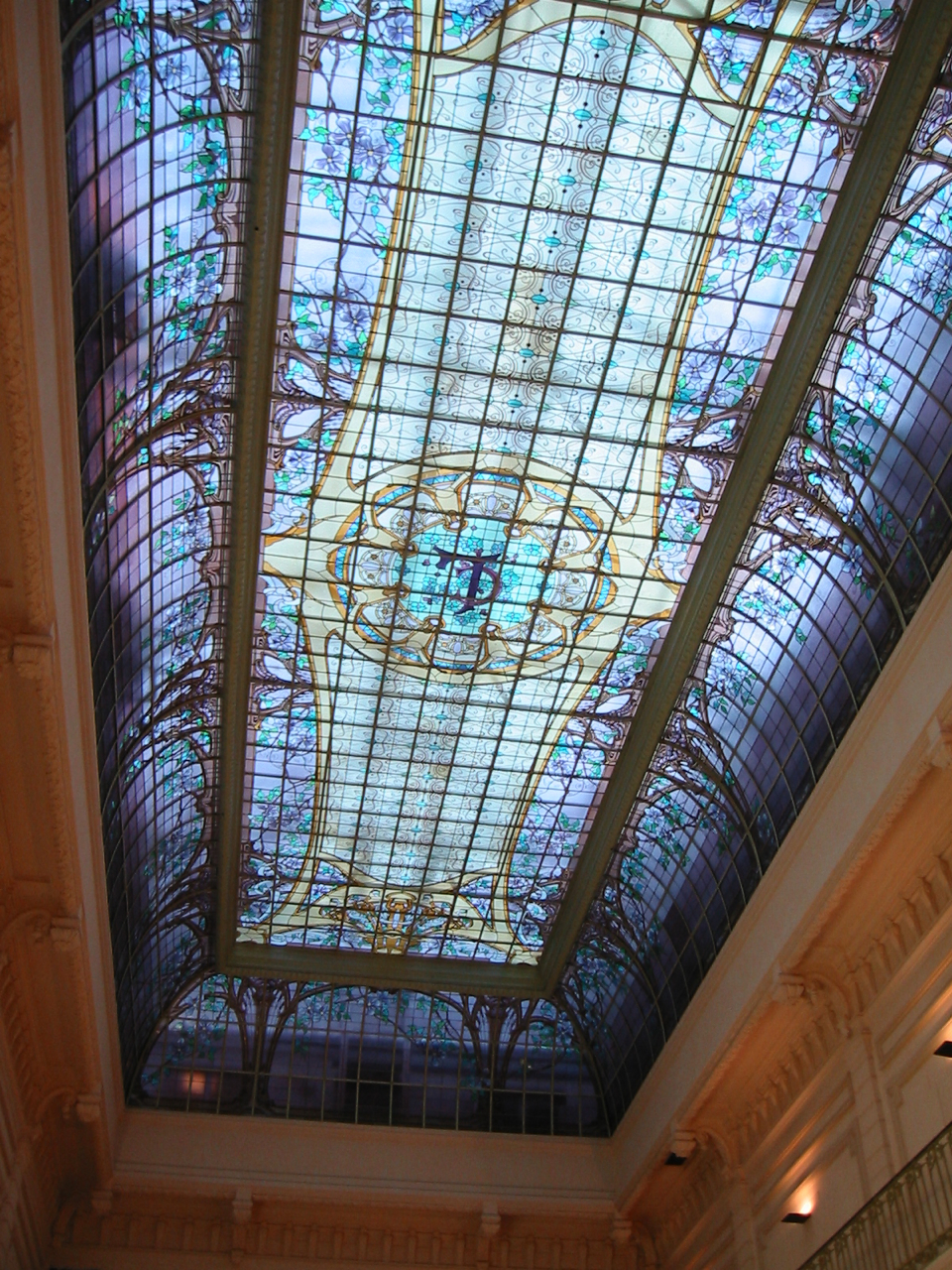
Ж. Грюбер. Мансардне вікно банку Креді-Ліоне в Нансі (1901)
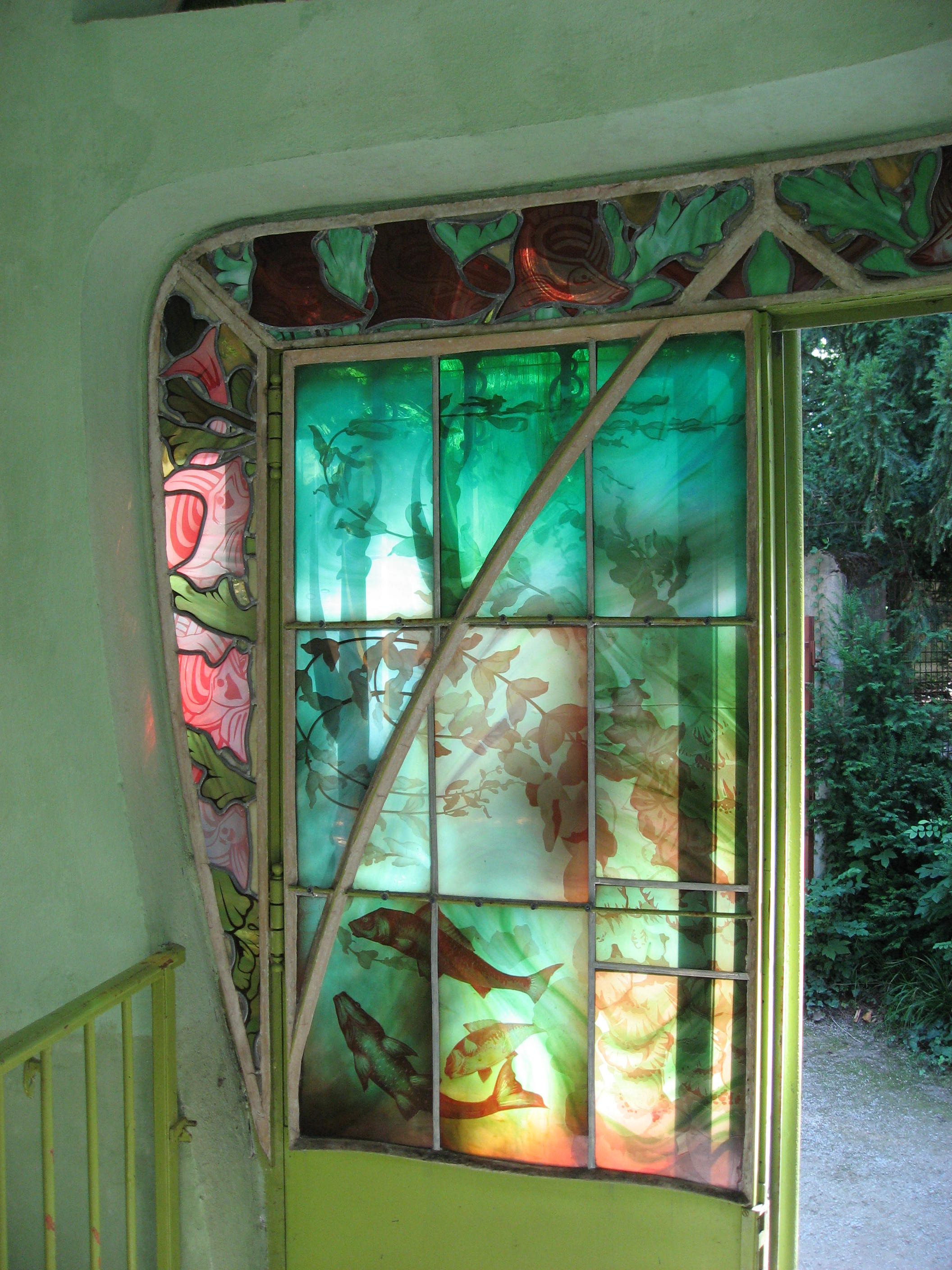
Ж. Грюбер. "Акваріумне вікно" (1907)
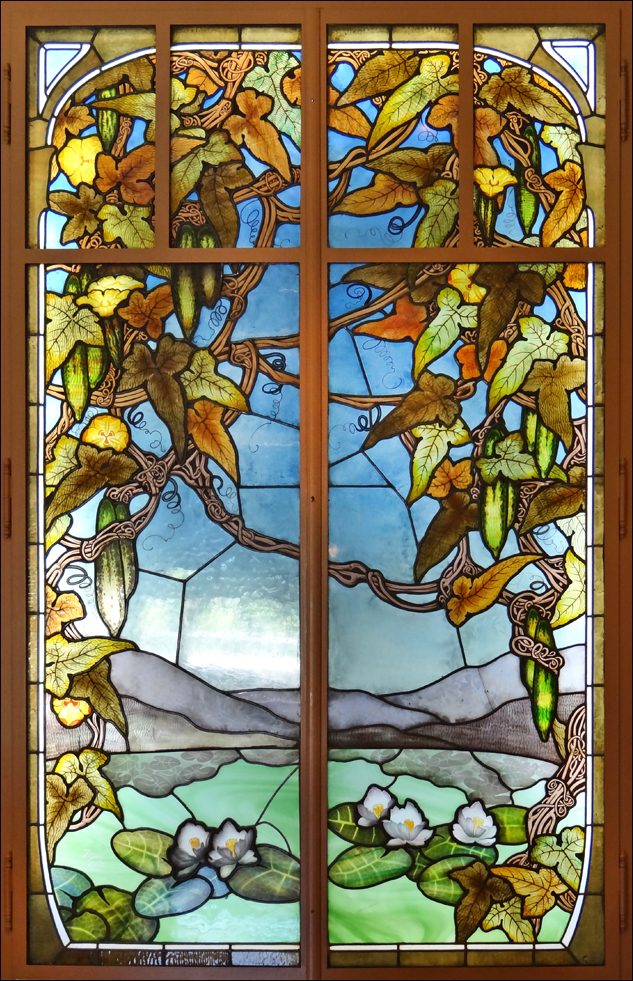
Вікно з люфою і водяною лілією Ж.Грюбера (1907–1908)
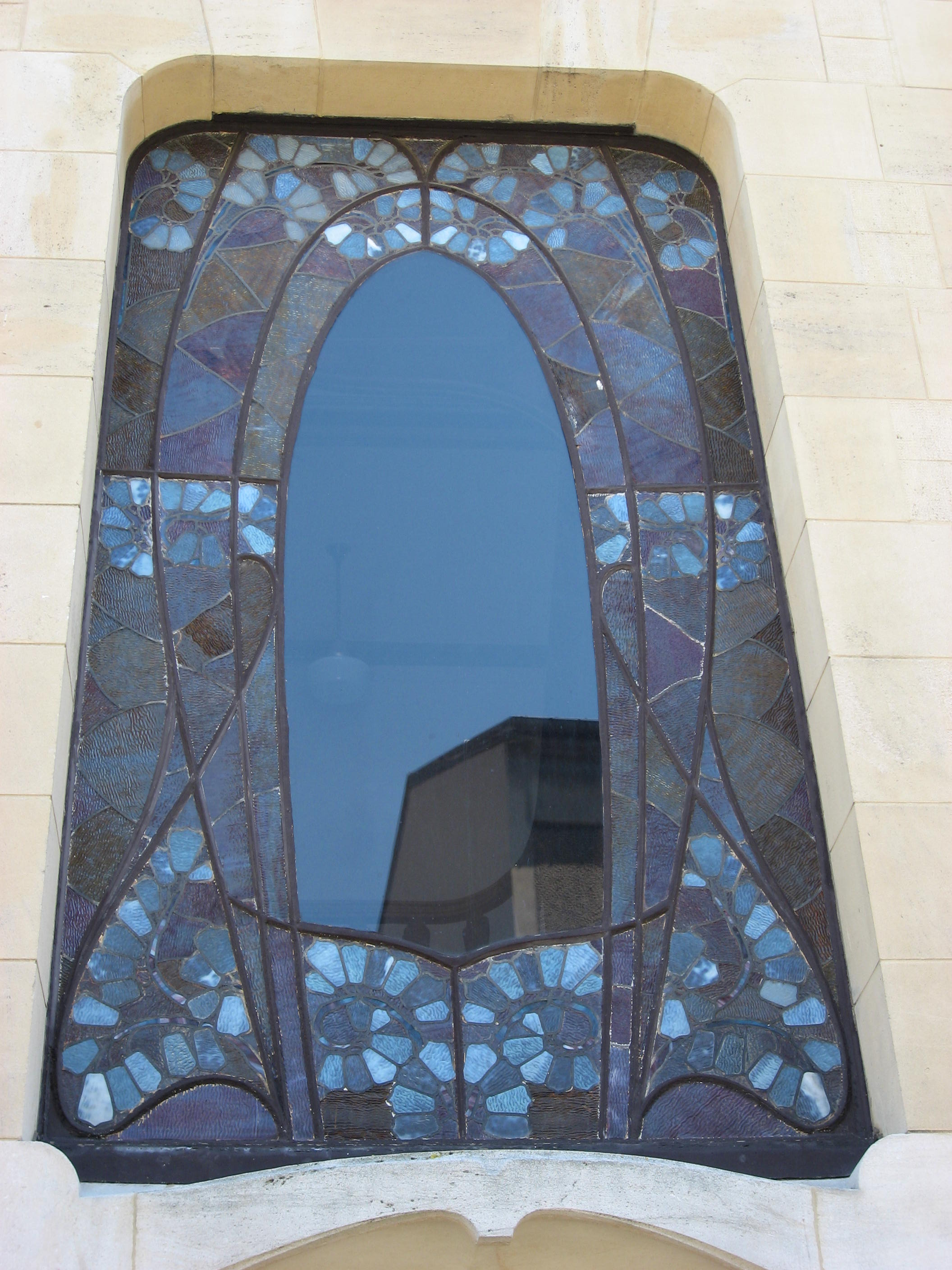
Вікно на віллі Мажореля роботи Ж. Грюбера (1907–1908)
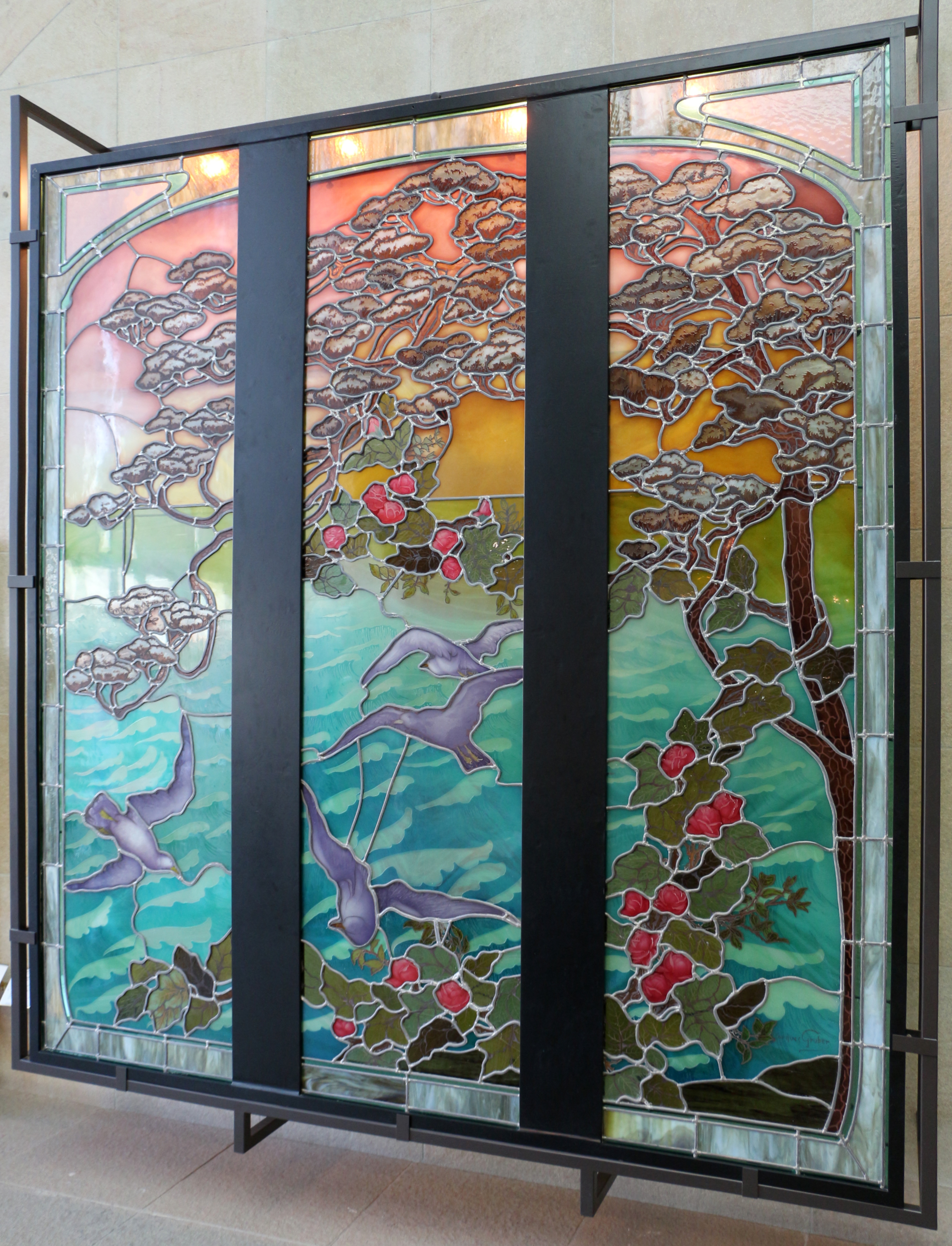
Жак Грюбер. Вікно (1908–1909), Музей д'Орсе, Париж

### Архітектура

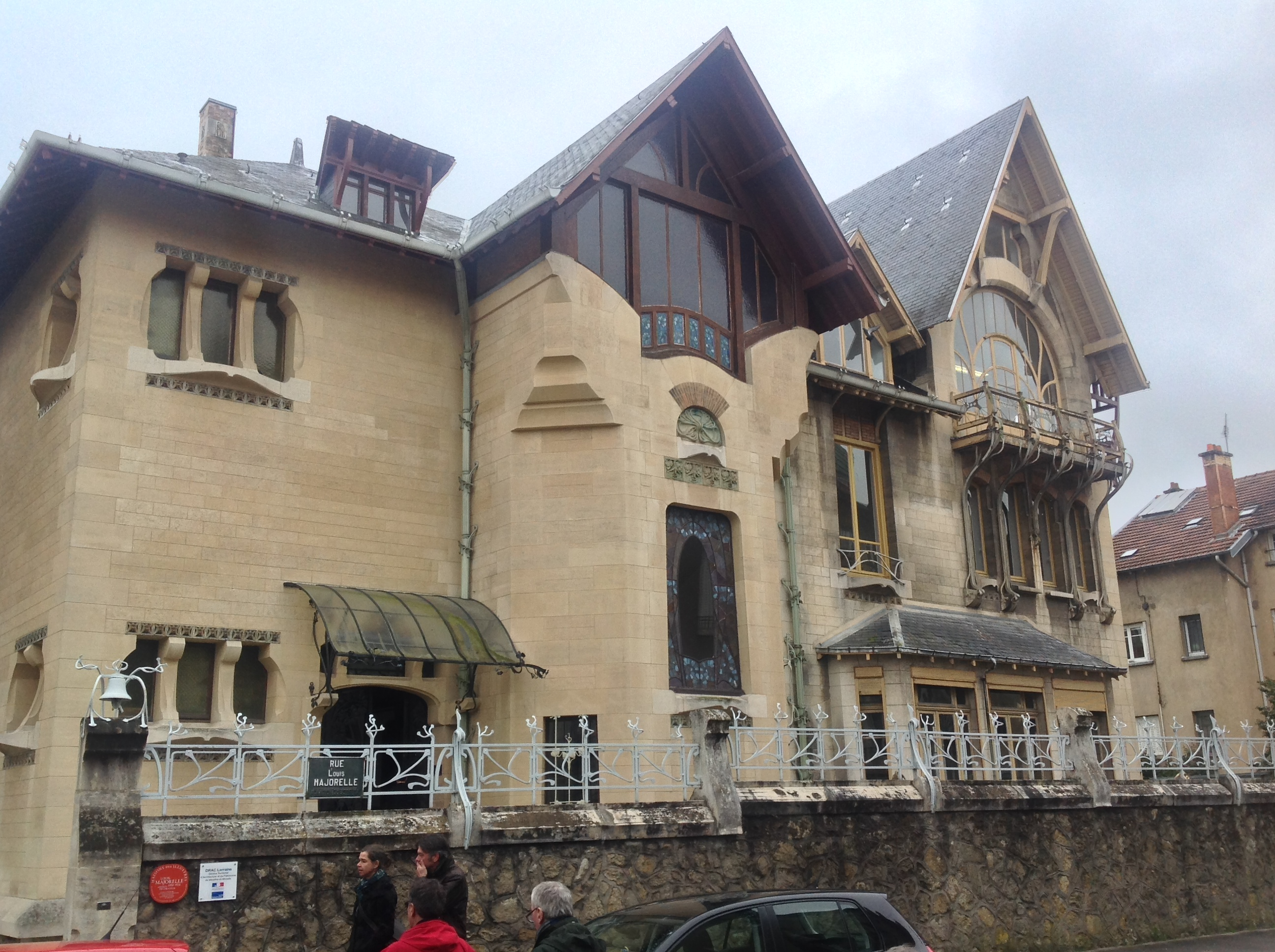
Фасад Вілли Мажореля
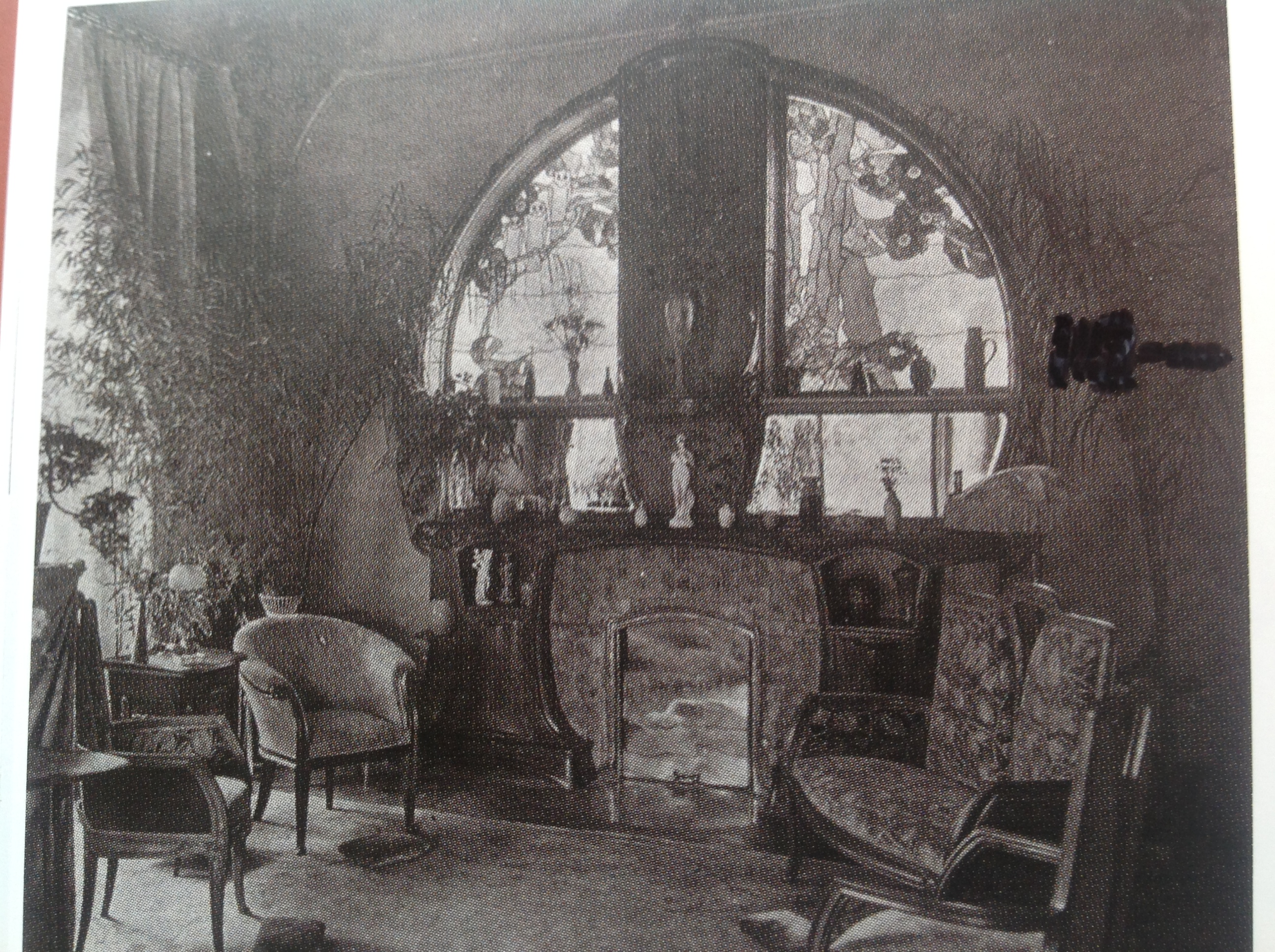
Оригінальний інтер'єр салону (1904)
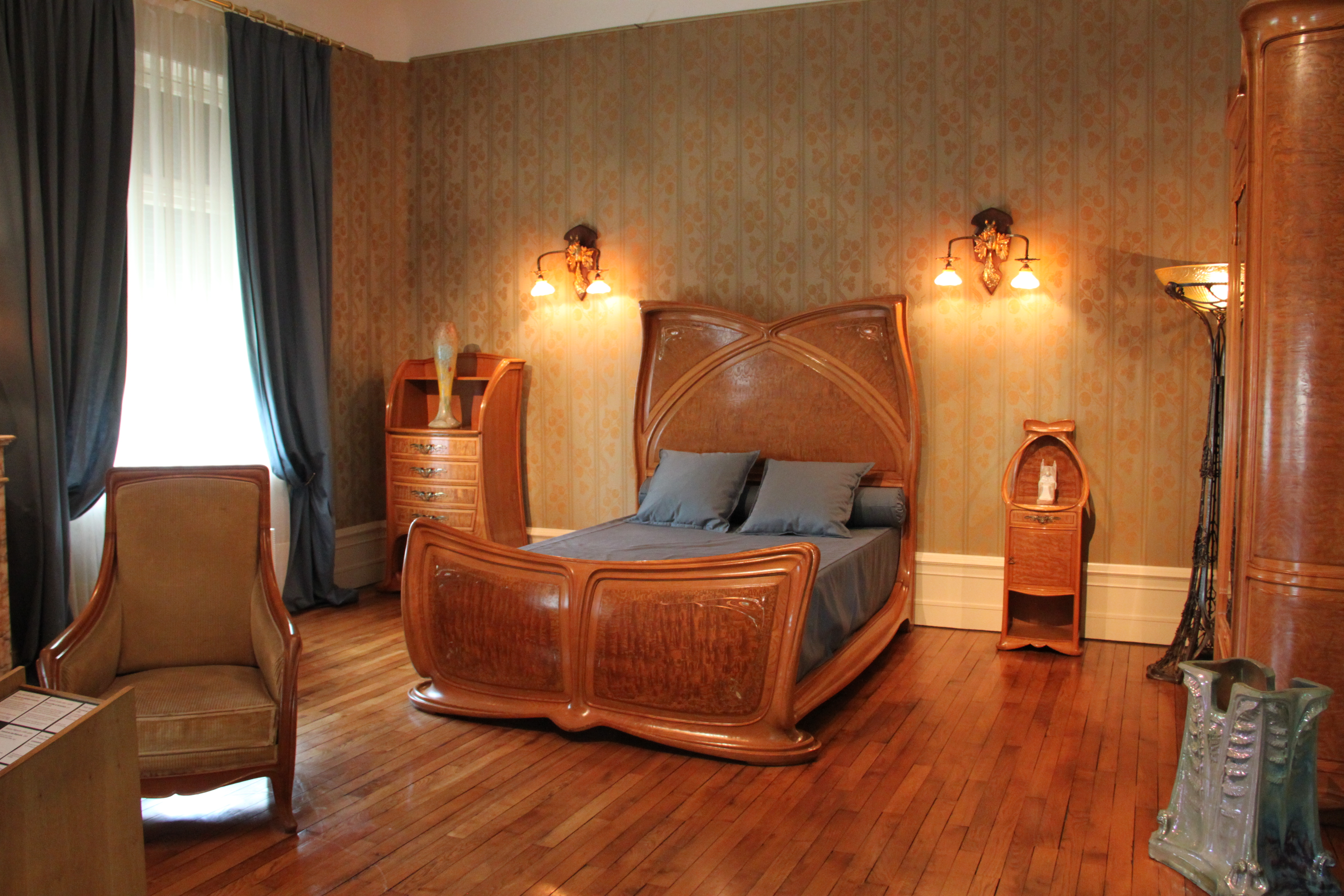
Спальня з вілли Мажореля, зараз у Музеї школи Нансі
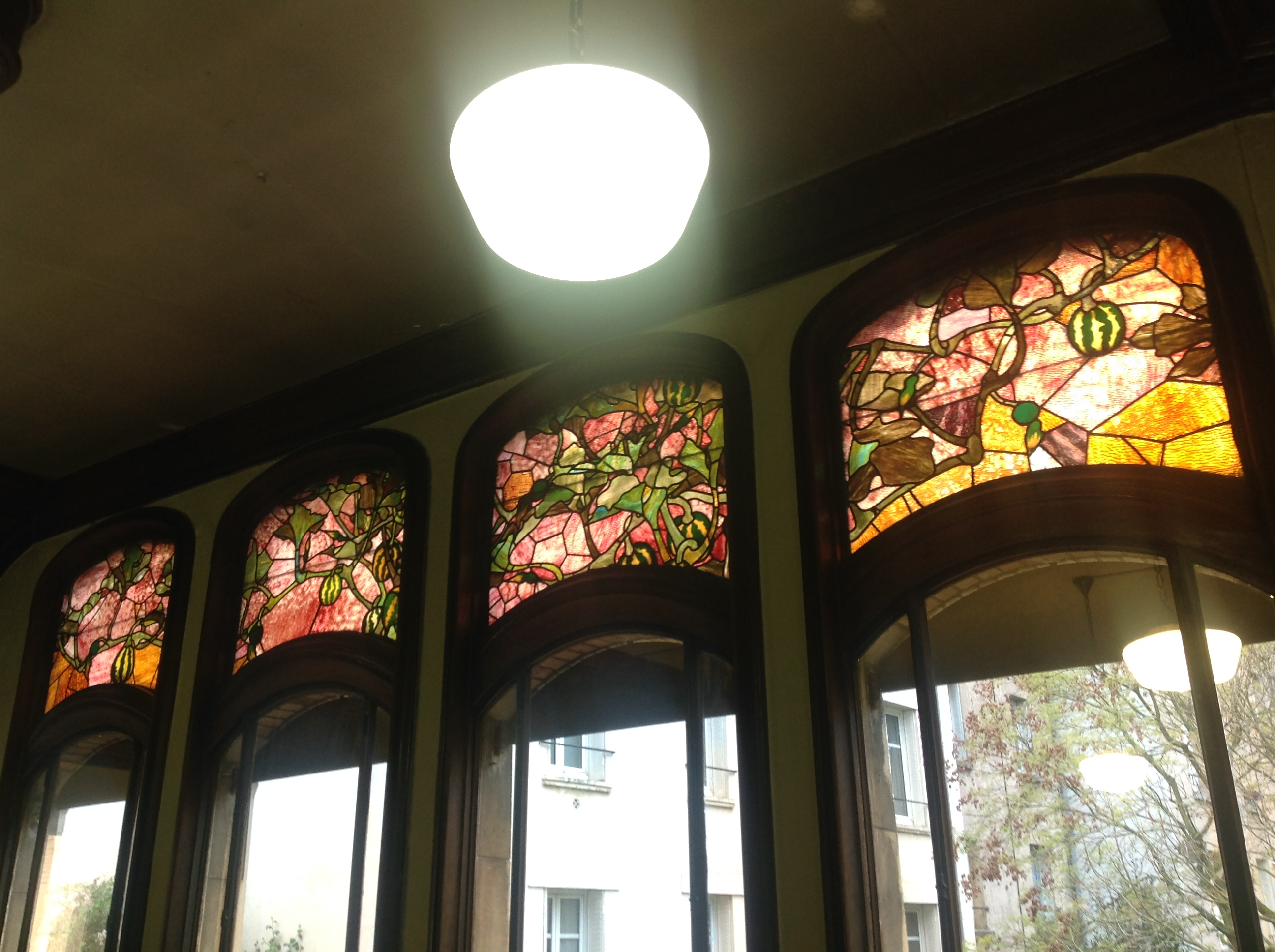
Вікна їдальні роботи Жака Грюбера
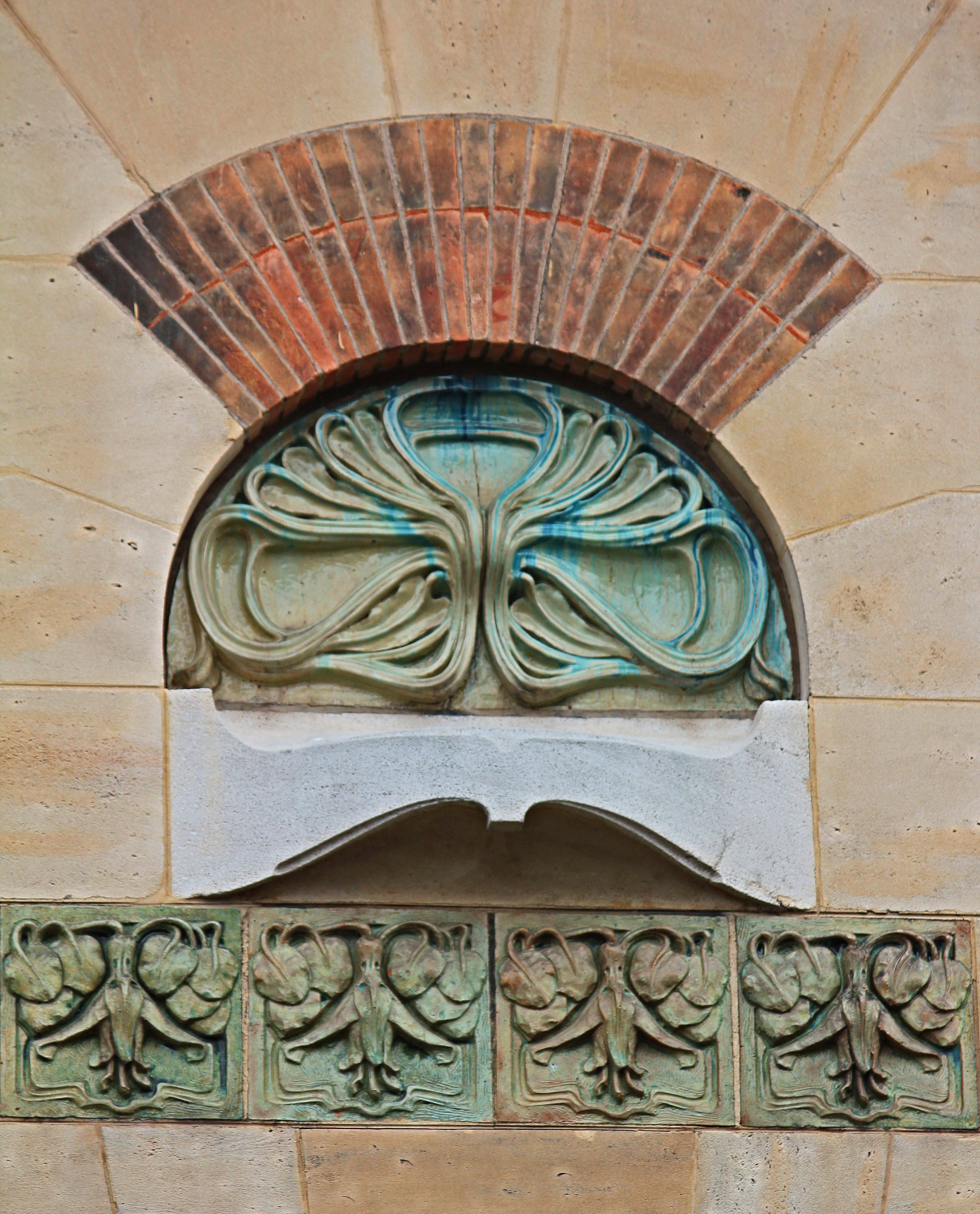
Александр Біго. Декор на фасаді вілли